# 말토트라이오스
말토트라이오스(영어: maltotriose)는 3개의 포도당 분자가 α(1→4) 글리코사이드 결합으로 연결된 삼당류이다.
말토트라이오스는 사람의 침 속에 흔히 존재하는 소화효소인 α-아밀레이스가 녹말에 있는 아밀로스를 분해할 때 가장 흔하게 생성된다. 이 과정에서 말토트라이오스와 말토스는 α-아밀레이스가 α(1→4) 글리코사이드 결합을 무작위적으로 가수분해하기 때문에 생성된다.
말토트라이오스는 말토덱스트린으로 분류될 수 있는 가장 짧은 사슬 올리고당이다.